# Novembre 1788

## Événements
- Envoi d’une expédition chinoise au Tonkin pour rétablir les Lê ; elle est battue par les Tây Sơn à la bataille de Ngoc Hoi-Dông Da le 30 janvier 1789[1].

- 6 novembre, France : le roi convoque la seconde Assemblée des notables pour traiter quelques questions préliminaires sur l'organisation des États.

## Naissances
- 8 novembre : Clemens von Zimmermann, peintre allemand († 25 janvier 1869).
- 18 novembre : Constant-Louis-Félix Smith, peintre français († 10 septembre 1873).

## Décès
- 8 novembre : Johann Karl Zeune, 52 ans, philologue allemand (° 29 octobre 1736).
- 14 novembre : Giovanni Domenico Maraldi (né en 1709), mathématicien et astronome franco-italien.
- 22 novembre : Friedrich Wilhelm Siegmund von der Marwitz, militaire prussien (° 22 août 1726).